# 毛江森
毛江森（1934年1月15日—2023年5月18日），浙江江山人，中国病毒学家，浙江医学科学院研究员、院长。1956年毕业于上海第一医学院医学系。1991年当选为中国科学院院士（学部委员）。